# ルイ＝アドルフ・ベルティヨン

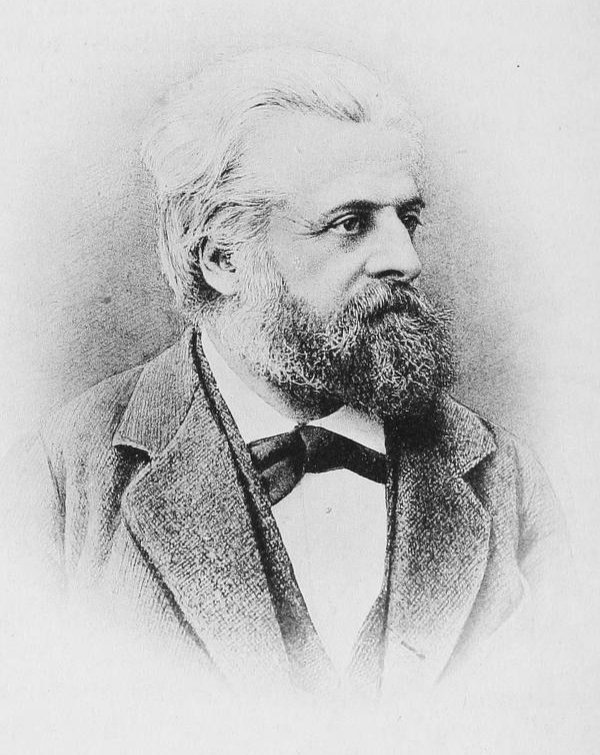
ルイ＝アドルフ・ベルチヨン

ルイ＝アドルフ・ベルティヨン（Louis-Adolphe Bertillon、1821年4月1日 - 1883年2月28日）はフランスの社会人類学の分野の統計学者、医師、キノコ研究家である。

## 略歴
パリに生まれた。1860年までパリ近郊のモンモランシーで開業医を務めた。医師としては予防接種の普及に努めた。義父のアシル・ギイヤール（Achille Guillard）は人口統計学者である。1859年にパリ人類学会（Société d’Anthropologie de Paris） の設立者の一人となった。人口増加と公共衛生に関する論文の執筆など、人口問題を研究した。1870年に普仏戦争でパリが包囲されるとパリ5区の区長を務めた。
キノコ愛好家としても知られいくつかのキノコの新種を記載した。キノコの種 Lactarius bertillonii に献名されている。
息子のジャック・ベルティヨン（Jacques Bertillon:1851–1922)は統計学者として知られ、アルフォンス・ベルティヨン（Alphonse Bertillon:1853–1914)は警察で働き個人識別の身体計測システムを作った人物で、ドレフュス事件で有罪の証拠として筆跡学的分析の証言をしたことで知られる。

## 著作
- Conclusions statistiques contre les détracteurs de la vaccine précédées d un essai sur la méthode statistique appliquée à l'étude de l'homme (1857)
- Philosophie médicale à propos des idéalités de M. le Dr Pidoux ou Recherche des méthodes employées en médecine (1857)
- Valeur philosophique de l'hypothèse du transformisme, Masson et fils (1871)
- Démographie figurée de la France (1874)
- Mouvements de la population dans les divers états de l'Europe et notamment en France (1877)